# Biosphärenreservat Rhön

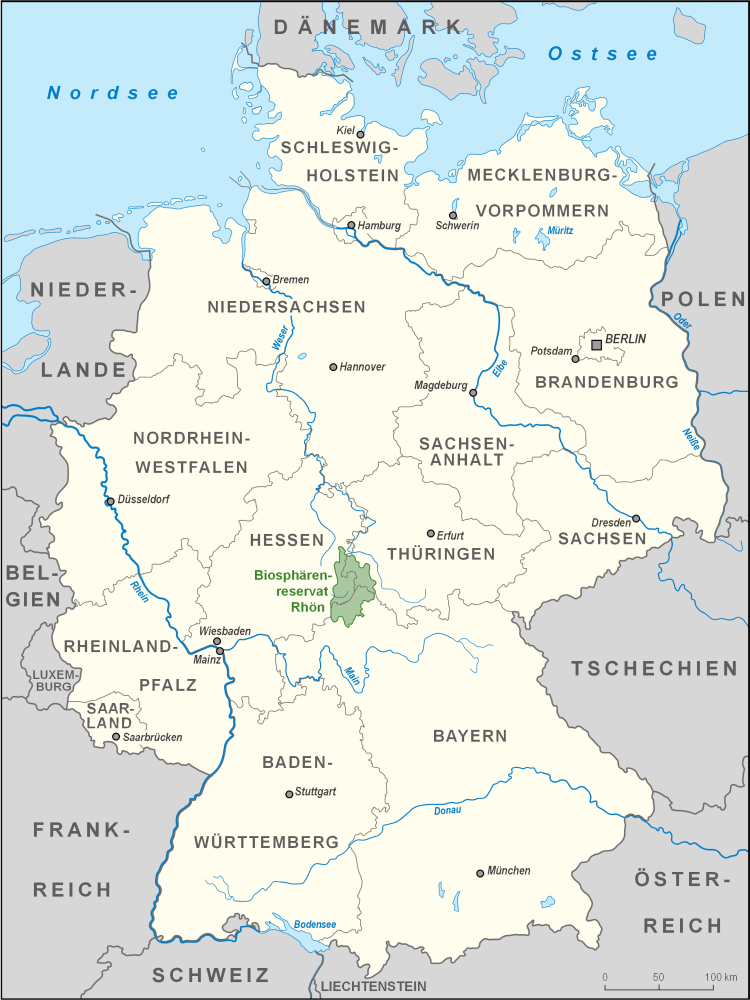
Lage des Biosphärenreservats Rhön

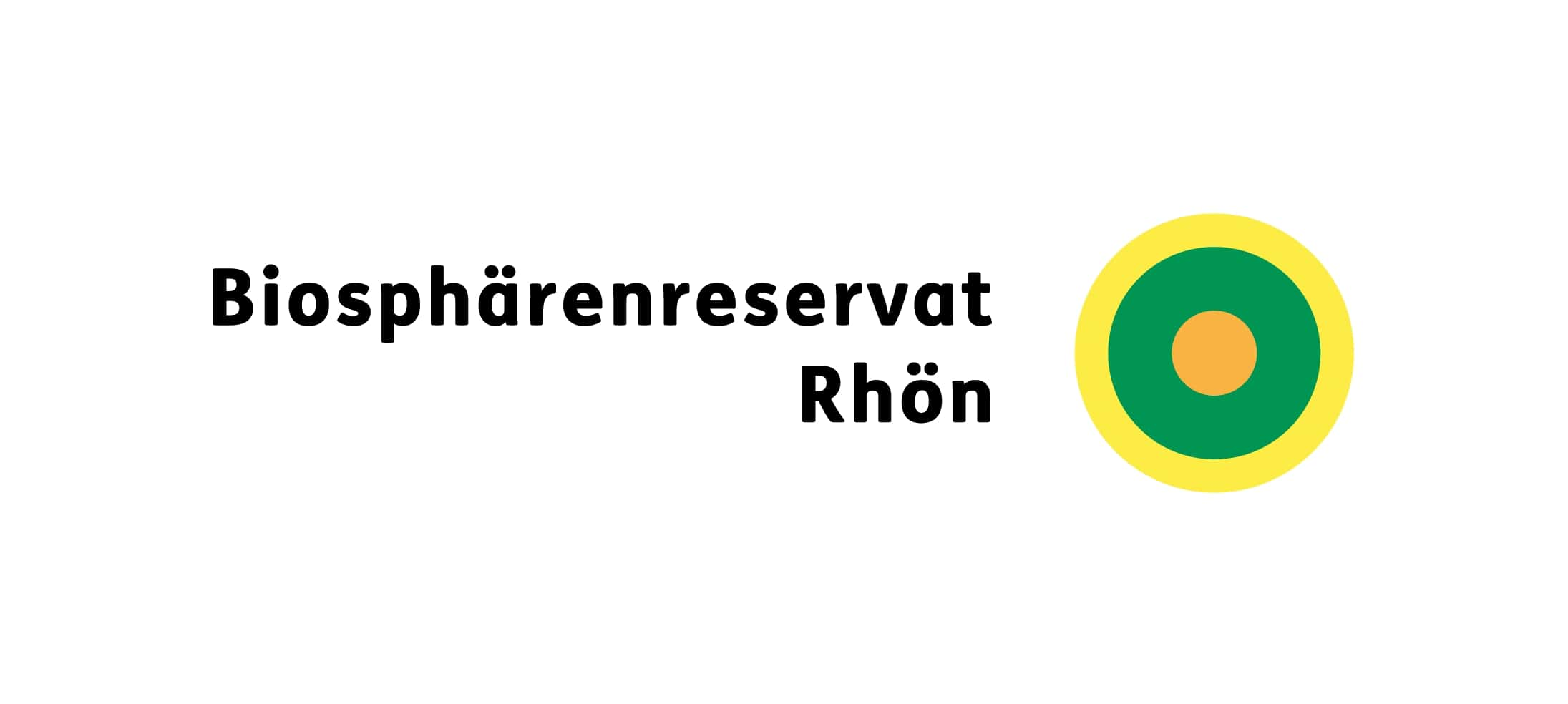
Logo des Biosphärenreservats Rhön

Das Biosphärenreservat Rhön umfasst den gesamten Kernbereich der Rhön, eines Mittelgebirges in Hessen, Bayern und Thüringen.
Am 6. März 1991 wurde die Rhön länderübergreifend von der UNESCO als Biosphärenreservat anerkannt. Der thüringische Teil wurde im Rahmen des Nationalparkprogramms der DDR bereits im Jahr 1990 als Biosphärenreservat ausgewiesen. Am 12. Juni 2014 wurde das Biosphärenreservat Rhön auf bayerischer Seite um weitere 58.000 Hektar erweitert. Das Biosphärenreservat umfasst heute eine Gesamtfläche von 243.323 ha, davon 129.585 ha in Bayern, 64.828 ha in Hessen und 48.910 ha in Thüringen.
Ziel dieses Biosphärenreservates ist, unter Einbeziehung von ortsansässiger Landwirtschaft, Naturschutz, Tourismus und Gewerbe die Vielfalt und die Qualität des Gesamtlebensraumes Rhön zu sichern. Dabei sollen langfristige und wirtschaftliche Rahmenbedingungen für Landwirtschaft und Gewerbe geschaffen werden, die im Einklang mit dem Schutz und der Pflege der heimischen Landschaft und Natur stehen. Mensch und Lebensraum sind im Biosphärenreservat Rhön untrennbar miteinander verbunden. Ziel ist eine nachhaltige Entwicklung, welche ökonomische, ökologische und soziale Belange bestmöglich miteinander vereint.

## Geschichte
Bereits am 12. September 1990 wurde die thüringische Rhön im Rahmen des Nationalparkprogramms der DDR vom Ministerrat der Deutschen Demokratischen Republik zum Biosphärenreservat Rhön erklärt. Die „Verordnung über die Festsetzung von Naturschutzgebieten und einem Landschaftsschutzgebiet von zentraler Bedeutung mit der Gesamtbezeichnung Biosphärenreservat Rhön“ wurde am 1. Oktober 1990 im Gesetzblatt der Deutschen Demokratischen Republik veröffentlicht.
Im Winter 1990/91, also unmittelbar nach der friedlichen Revolution und der deutschen Wiedervereinigung, stellten die drei Bundesländer Bayern, Hessen und Thüringen dann separate Anträge auf Anerkennung als UNESCO-Biosphärenreservat. Der damalige Umweltminister Klaus Töpfer machte daraus einen gemeinsamen Antrag. Am 6. März 1991 wurde die Drei-Länder-Rhön von der UNESCO zum Biosphärenreservat ernannt.
In Bayern, Hessen und Thüringen entstanden Verwaltungsstellen, die auf Basis eines Verwaltungsabkommens der drei Länder vom November 2002 zusammenarbeiten. Parallel begannen Experten mit der Ausarbeitung eines Rahmenkonzepts. Dieses erste im April 1995 übergebene Rahmenkonzept war die Grundlage aller Planungen und Maßnahmen.
Im Juni 2014 unterzog sich das UNESCO-Biosphärenreservat Rhön erfolgreich einer Überprüfung seiner bisherigen Arbeit durch den Internationalen Koordinierungsrat, daraufhin wurde der UNESCO-Status für weitere 10 Jahre bestätigt. Gleichzeitig wurde der bayerische Teil des UNESCO-Biosphärenreservats um 58.000 Hektar erweitert.
Zwischen 2014 und 2017 fand eine inhaltliche Überarbeitung des Rahmenkonzeptes statt. Das überarbeitete Rahmenkonzept wurde am 16. Mai 2018 vorgestellt.

## Organisation und Einrichtungen

### Verwaltungsstellen
- Bayerische Verwaltung und Managementzentrum in Oberelsbach[7]
- Hessische Verwaltung in Hilders[8]
- Thüringer Verwaltung in Zella/Rhön[9]

### Biosphären- und Informationszentren
- Biosphärenzentrum Rhön "Haus der Langen Rhön" in Oberelsbach[10][11]
- Biosphärenzentrum Rhön "Haus der Schwarzen Berge" in Oberbach[12][13]
- Biosphären-Infozentrum Propstei Zella in Zella/Rhön[14]
- Biosphären-Infozentrum in Hilders (vormals Biosphären-Infozentrum im Groenhoff-Haus auf der Wasserkuppe)[15][16]
- Infozentrum "Haus auf der Grenze" – Point Alpha[17]
- Infostelle Schwarzes Moor[18]
- Naturerlebniszentrum Rhön mit Standorten im Kellereischloss in Hammelburg und dem Wildpark Klaushof bei Bad Kissingen (im Aufbau)[19][20][21]

### Vereine
- Naturpark & Biosphärenreservat Bayerische Rhön e. V. (NBR)[22]
- Verein Natur und Lebensraum Rhön e. V. (VNLR)[23]

## Lage
Das UNESCO-Biosphärenreservat Rhön umfasst naturräumlich die drei Haupteinheiten Hohe Rhön, Vorder- und Kuppenrhön und Südrhön sowie Teile des fränkischen Saaletals. Geologisch umfasst die Rhön eine Vielfalt an Gesteinen auf einem sehr kleinräumigen Gebiet, wie etwa Buntsandstein, Muschelkalk, Keuper und tertiäre Vulkangesteine, weshalb eine exakte physische Abgrenzung insbesondere nach Süden hin schwer möglich ist.
Die Rhön im engeren Sinne endet nach Süden an Dreistelzberg (Kuppenrhön; 660,4 m) und Platzer Kuppe (Hohe Rhön; 736,8 m), während in der sich südlich anschließenden Südrhön nur noch vereinzelt Basaltkegel von dann geringerer Höhe auftauchen und der Spessart-Buntsandstein dominiert. Andererseits ist auch der 481,3 m hohe Sodenberg knapp jenseits der Fränkischen Saale und damit außerhalb der Grenzen des UNESCO-Biosphärenreservats Rhön noch ein rhöntypischer Basaltkegel. Das Erweiterungsgebiet von 2014 orientiert sich meistens an den Grenzen des Naturparks Bayerische Rhön. Auf eigenen Wunsch kamen in den Landkreisen Bad Kissingen und Rhön-Grabfeld 22 Gemeinden zum Biosphärenreservat dazu.

### Bayern

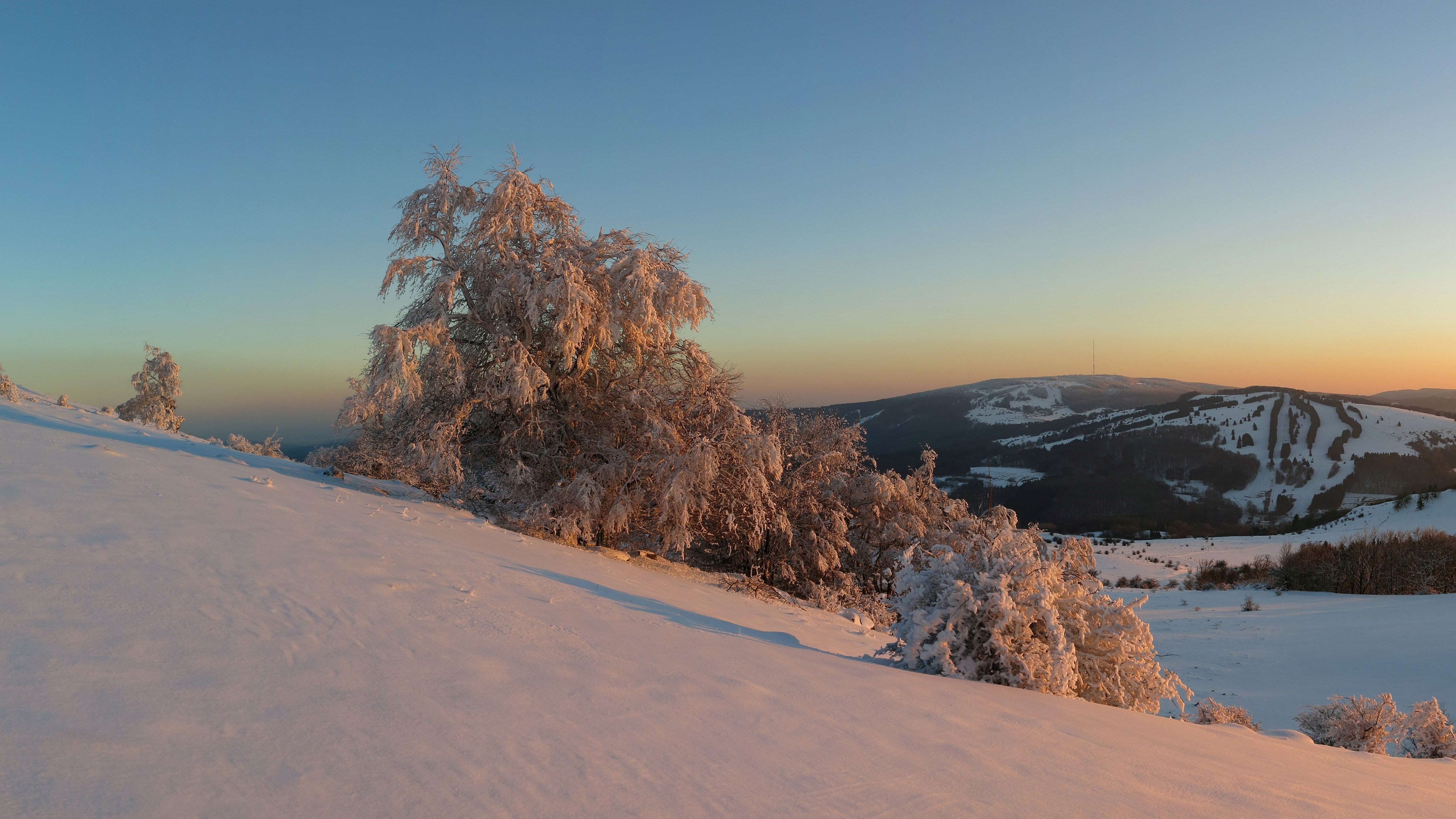
Im bayerischen Teil des Biosphärenreservats: die Hexenbuchen auf dem Himmeldunkberg, rechts im Hintergrund Kreuzberg und Arnsberg

In Bayern liegen angrenzend an die Hohe Rhön Teile der Naturräume Südrhön, Mellrichstädter Gäu, Fladunger Mulde und Östliches Rhönvorland im Biosphärenreservat. Mit Stockheim erfasst das Reservat auf der bayerischen Seite einen Ort, der nicht Teil des Naturparks Bayerische Rhön ist. Die Abgrenzung nach Südosten folgt zunächst bis Unsleben dem Streutal und wechselt bei Bad Neustadt ins Tal der fränkischen Saale. Die beiden Kreisstädte Bad Neustadt an der Saale und Bad Kissingen sind seit der Erweiterung zum großen Teil ebenfalls innerhalb der Gebietskulisse.  
Neben den besiedelten Gemeindegebieten liegen auch einige gemeindefreie Gebiete innerhalb der Reservatsgrenzen.
Folgende Gemeindegebiete umfasst das Reservat in Bayern:
| - Landkreis Rhön-Grabfeld - Bad Neustadt (teilweise) - Bastheim - Bischofsheim in der Rhön - Burglauer (teilweise) - Fladungen - Hausen - Hohenroth - Mellrichstadt (teilweise) - Niederlauer (teilweise) - Nordheim vor der Rhön - Oberelsbach - Oberstreu (teilweise) - Ostheim vor der Rhön - Salz (teilweise) - Sandberg - Schönau an der Brend - Sondheim vor der Rhön - Stockheim - Unsleben (teilweise) - Willmars - Wollbach | - Landkreis Bad Kissingen - Aura - Bad Bocklet - Bad Brückenau - Bad Kissingen (teilweise) - Burkardroth - Elfershausen (teilweise) - Euerdorf (teilweise) - Fuchsstadt (teilweise) - Geroda - Hammelburg (teilweise) - Motten - Nüdlingen (teilweise) - Oberleichtersbach - Oberthulba - Riedenberg - Schondra - Wartmannsroth - Wildflecken - Zeitlofs | - Gemeindefreie Gebiete - Landkreis Rhön-Grabfeld - Burgwallbacher Forst - Mellrichstadter Forst - Steinacher Forst rechts der Saale - Landkreis Bad Kissingen - Dreistelzer Forst - Großer Auersberg - Mottener Forst-Süd - Römershager Forst-Ost - Römershager Forst-Nord - Waldfensterer Forst |

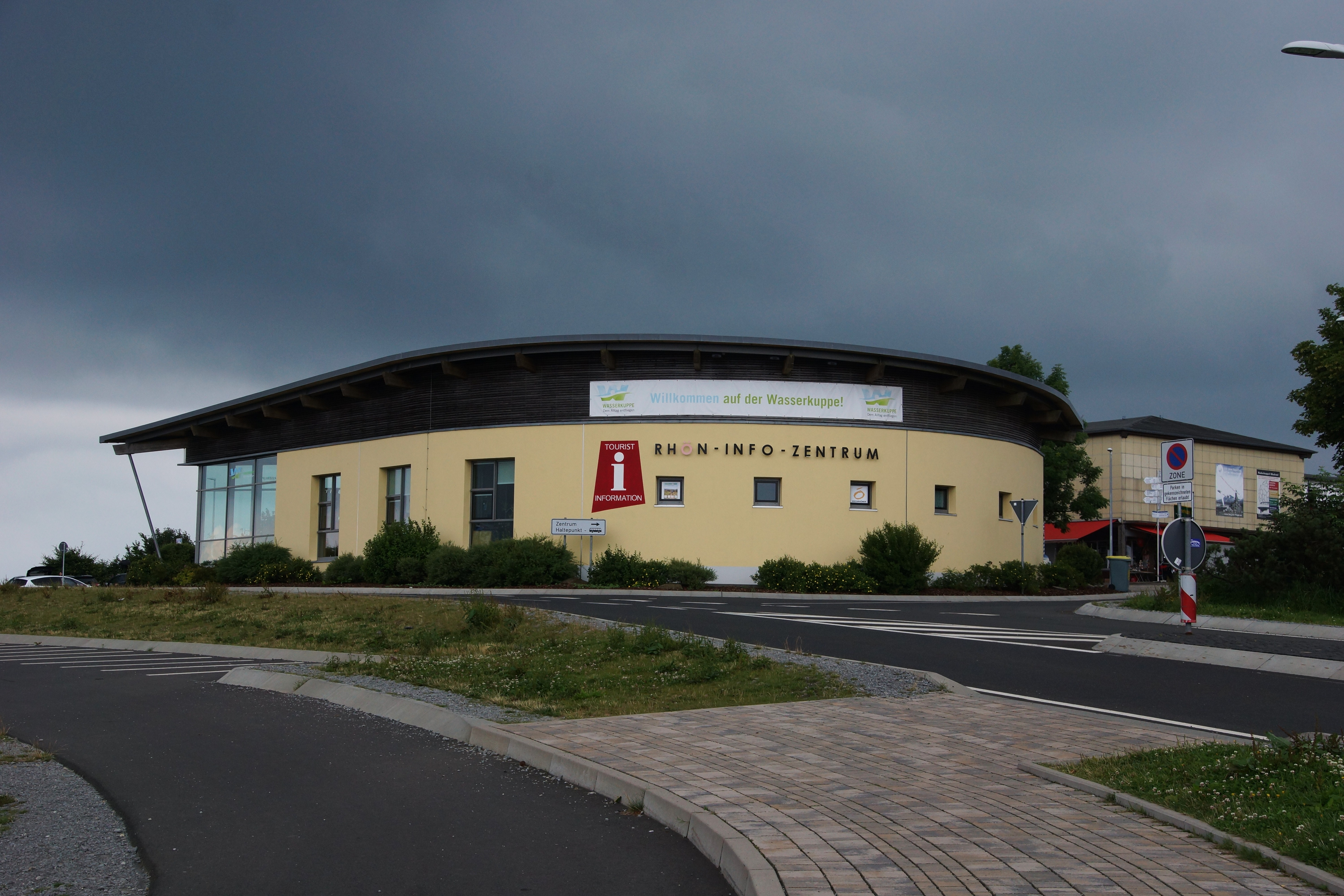
Das mit Fördermitteln neu erbaute Rhön-Info-Zentrum auf der Wasserkuppe

### Hessen
Im Norden folgen die innerhessischen Grenzen des Reservates in etwa den physischen Grenzen der Rhön im engeren Sinne. Der hessische Nordwestteil der Brückenauer Kuppenrhön im Süden liegt indes, vom Westhang der Mottener Haube abgesehen, gänzlich außerhalb des Reservates. Der Süden dieser Teillandschaft liegt per Zugehörigkeit zum Main-Kinzig-Kreis sogar im Naturpark Hessischer Spessart.
Folgende Gemeinde- und Siedlungsgebiete umfasst das Reservat in Hessen:
| - Landkreis Fulda (nur Altkreis) - Dipperz - Ebersburg - Ehrenberg - Gersfeld - Hilders - Hofbieber - (zu Künzell) - Dassen - Dietershausen - unbesiedelte Gebiete nordöstlich von Dirlos - Nüsttal - Poppenhausen - Tann (Rhön) | - Altkreis Hünfeld (heute zu Landkreis Fulda) - (zu Eiterfeld) - Großentaft - Leibolz (nur Südwesthälfte) - Soisdorf - Treischfeld - Ufhausen - (zu Hünfeld) - Großenbach - Kirchhasel (inc. Neuwirtshaus) - Mackenzell (nur Südosthälfte) - Malges (ohne Westen) - Molzbach (nur Osthälfte) - Rasdorf | - Landkreis Hersfeld-Rotenburg - (zu Friedewald) - Hillartshausen - Lautenhausen - Motzfeld - (zu Hohenroda – bis auf den Ostrand komplett enthalten) - Ausbach - Glaam - Mansbach - Oberbreitzbach - Ransbach (ohne kleinen Südostteil) - Soislieden - (zu Schenklengsfeld) - Hilmes - Oberlengsfeld - Wehrshausen |

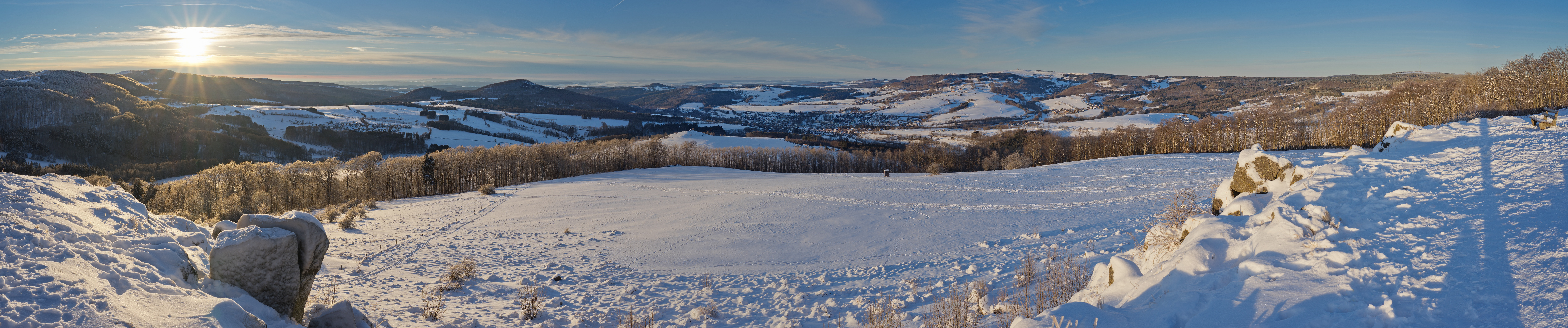
Ausblick vom Simmelsberg über den hessischen Teil im Bereich um Gersfeld und Ebersburg

### Thüringen
Die innerthüringischen Grenzen des Reservates folgen, immer entlang Verkehrswegen, weitgehend naturräumlichen Grenzen der Rhön im engeren Sinne, wie sie in Handbuch der naturräumlichen Gliederung Deutschlands nebst Blatt 126 Fulda (Bundesanstalt für Landeskunde) und Die Naturräume Thüringens (TLUG) verzeichnet sind.
Die Zuordnungen der nachfolgend genannten, signifikanteren Berge weichen je von einem der beiden naturräumlichen Systeme ab:
- Der Pleß (645 m) liegt außerhalb des Reservates. TLUG sieht ihn innerhalb, Blatt 126 außerhalb der Rhön.
- Die Stoffelskuppe (620 m) liegt randständig innerhalb des Reservates. Auch sie liegt laut TLUG innerhalb und laut 126 außerhalb der Rhön.
- Neuberg und Hutsberg (beide 639 m) liegen innerhalb des Reservates. TLUG sieht sie außerhalb, Blatt 126 innerhalb der Rhön.

Folgende Gemeinde- und Siedlungsgebiete umfasst das Reservat in Thüringen:
| - Landkreis Schmalkalden-Meiningen - Birx - Erbenhausen - Frankenheim/Rhön - Friedelshausen (Westhälfte) - Hümpfershausen (Ortsteil der Stadt Wasungen, ohne Osten) - (zu Kaltennordheim) - Andenhausen - Aschenhausen - Fischbach/Rhön - Kaltennordheim - Kaltenlengsfeld - Kaltensundheim - Kaltenwestheim - Klings - Melpers - Oberkatz - (zu Meiningen) - Herpf (Südwesthälfte) - Stepfershausen (nur Südwesten) - Träbes - Oberweid - Oepfershausen (Westhälfte) - (zu Rhönblick) - Bettenhausen (ohne Südostrand) - Geba - Gerthausen - Helmershausen - Hermannsfeld (nur Nordwesten) - Seeba - Stedtlingen (ohne Nordosten) - Wohlmuthausen - Rosa (nur äußerster Westen) - Roßdorf - (zu Schwallungen) - Eckardts (nur äußerster Westen) - (zu Unterkatz) - Dörrensolz (ohne Nordosten) - Unterkatz (Westhälfte) - Unterweid | - Wartburgkreis - Buttlar - (zu Dermbach) - Dermbach (ohne Ostteil) - Bernshausen (nur Südrand) - Brunnhartshausen - Diedorf - Gehaus (nur äußerster Südrand) - Glattbach (ohne Norden) - Neidhartshausen - Oberalba - Unteralba (ohne Ostteil) - Urnshausen (nur Südrand) - Zella/Rhön - Empfertshausen - Geisa - Gerstengrund - Oechsen - Schleid, - (zu Unterbreizbach) - Pferdsdorf (ohne kleinen Nordwestteil) - Räsa (nur südliche Randanteile) - Sünna (ohne unbesiedelten Nordwesten, aber mit allen Hofgemeinden) - (zu Vacha) - Rodenberg - Völkershausen (ohne Osten) - Willmanns (ohne Osten) - Wiesenthal (ohne Nordwesten) - Wölferbütt |

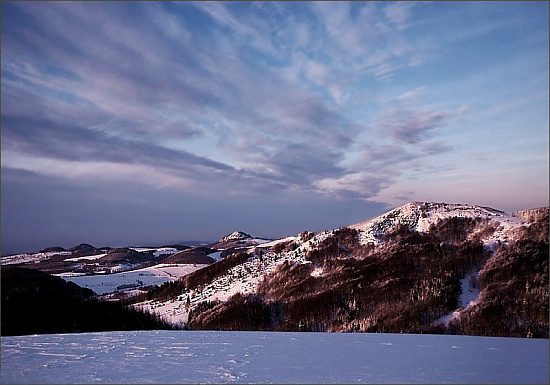
Milseburg und Pferdskopf

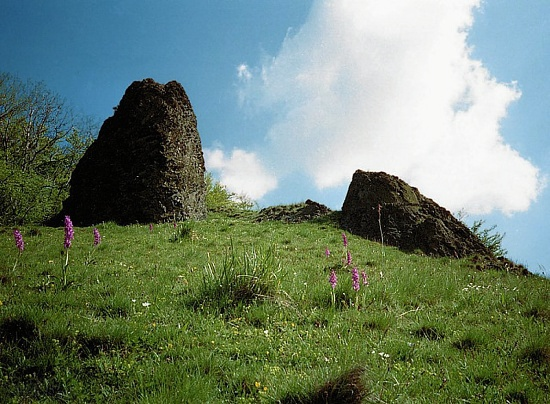
Bergwiese mit Manns-Knabenkraut in der Hohen Rhön

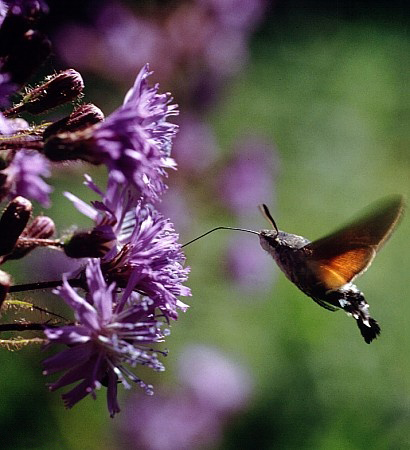
Taubenschwänzchen saugt an Alpen-Milchlattich

## Zonierung
Das Biosphärenreservat umfasst heute eine Gesamtfläche von 243.323 ha, davon 129.585 ha in Bayern, 64.828 ha in Hessen und 48.910 ha in Thüringen. Von 1991 bis 1995 wurde gemeinsam mit Landkreisen, Kommunen, Fachbehörden und Verbänden ein „Rahmenkonzept zu Schutz, Pflege und Entwicklung“ mit Zielen und Maßnahmen für die Rhön erarbeitet. Mit der Erweiterung 2014 begann auch die Überarbeitung des Rahmenkonzepts durch die drei Verwaltungsstellen des UNESCO-Biosphärenreservats Rhön.
Entsprechend der von der UNESCO vorgegebenen Zonierung wurden in der Rhön 7.438 ha (3,06 %) als Kernzonen durch Rechtsverordnung ausgewiesen, die von jeglicher direkter Nutzung (z. B. Land- und Forstwirtschaft) ausgeschlossen sind. Weitere 53.897 ha (22,15 %) wurden als Pflegezonen benannt. Hier soll nur eine schonende, naturnahe Landnutzung stattfinden. Der übrige Anteil von 181.988 ha (74,79 %) ist Entwicklungszone, in welcher die Dörfer und Städte der Rhön liegen. Hier gelten keine besonderen Auflagen zur Landnutzung, die über die deutschlandweit geltenden gesetzlichen Bestimmungen hinausgehen.
Ein Teil der Kernzonen ist bereits seit mehreren Jahrzehnten als Naturwaldreservat ausgewiesen, zum Beispiel der Lösershag oder der Gangolfsberg. Einer besonderen Form menschlicher Nutzung als militärisches Sperrgebiet unterlagen die Waldgebiete im Bereich des Truppenübungsplatzes Wildflecken, bevor sie als Kernzone ausgewiesen wurden. Andere Kernzonen wurden bis zur Ausweisung 2014 forstwirtschaftlich genutzt. In einer zehnjährigen Übergangszeit sind hier noch Hiebmaßnahmen standortfremder Nadelhölzer vorgesehen. Weitere Kernzonen sind unter anderem der Dreienberg, der Stallberg im Hessischen Kegelspiel, der Schafstein, der Steinkopf und der Westhang des Stirnberges.
Das rhöntypische offene, strukturreiche Grünland mit hoher Biotopwertigkeit fällt größtenteils in die Pflegezone. Kernzonen und die wichtigsten Bereiche der Pflegezone sind als Naturschutzgebiete rechtlich gesichert. Insgesamt sind dies knapp 10 % der Fläche des Biosphärenreservates.

## Ziele und Konzepte

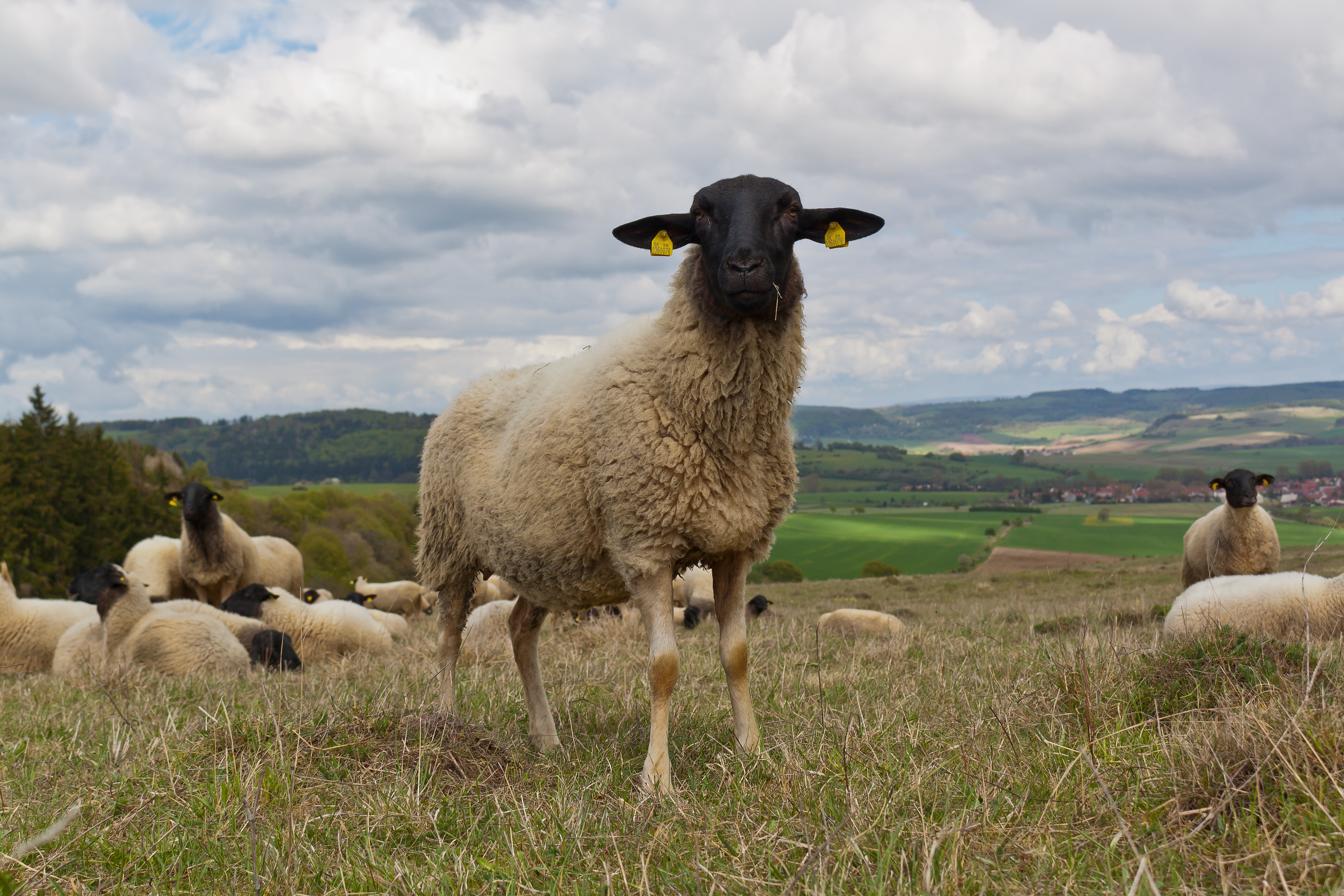
Rhönschaf

Das „Land der offenen Fernen“, wie die Rhön auch genannt wird, soll als Lebensraum für Mensch und Natur erhalten werden. Landkreise, Kommunen, Vereine, Verbände, Fachbehörden, die Privatwirtschaft und die Verbraucher sollen hierzu ihren bestmöglichen Beitrag leisten. Die Idee des Biosphärenreservates umzusetzen, basiert auf Kooperation, Konsens und Innovation.
Als Initiative der Regionalvermarktung arbeitet die Dachmarke Rhön konkret an der Umsetzung von ökologischen, ökonomischen und sozialen Bedürfnissen mit dem Ziel einer nachhaltigen Entwicklung.  Sie unterstützt Rhöner Betriebe bei der Vermarktung von nachhaltig hergestellten und zugleich qualitativ hochwertigen Produkten nach dem Motto „Schutz durch Nutzung“. Produkte, die in der Region erzeugt und verarbeitet wurden und die Qualitätskriterien der Dachmarke Rhön erfüllen, dürfen das Dachmarke-Qualitätssiegel tragen.
„Schutz durch Nutzung“ gilt in besonderer Weise für das Rhönschaf, einer ehemals fast ausgestorbenen Schafrasse. Auf Initiative des Bund Naturschutzes in Bayern und engagierter Rhöner Schäfer wurde die Rasse erhalten und zum Sympathieträger für die Region.
Die Rhöner Apfelinitiative setzt sich für den Erhalt der landschaftsprägenden Streuobstwiesen ein. Das Netzwerk von Streuobstwiesenbesitzern und verarbeitenden Betrieben organisiert Veranstaltungen rund um den Apfel, organisiert die Bio-Zertifizierung der Flächen und unterstützt die Entwicklung neuer Apfel-Ideen. In Hausen wurde ein Streuobst-Lehrpfad und ein Sortengarten zum Erhalt alter und seltener Obstsorten aufgebaut.
Länderübergreifende zoologische und botanische Artenschutzkonzepte dienen als Grundlage für die zukünftige Naturschutzarbeit, zur Information der Bevölkerung und für die konkrete Biotoppflege. Neben den drei staatlichen Verwaltungsstellen des Biosphärenreservates gibt es für jedes Bundesland einen privaten Trägerverein. Es wurde eine hauptamtliche und ehrenamtliche Naturwacht eingerichtet, deren Ziel es ist, Besucher aufzuklären und insbesondere in den empfindlichen Naturschutzgebieten der Rhön maßvoll zu lenken. Naturschutzgroßprojekte, wie das Projekt Thüringer Rhönhutungen, das LIFE-Projekt Berggrünland Hessische Rhönoder verschiedene Artenhilfsprojekte leisten ihren Beitrag, die Vielfalt an Flora und Fauna in der Rhön zu erhalten.
Das Biosphärenreservat Rhön wurde am 7. August 2014 von der International Dark Sky Association als Sternenpark anerkannt, da sich hier noch Gebiete mit einer fast unbeeinträchtigten, dunklen Nachtlandschaft befinden. Im Projekt Sternenpark Rhön werden Führungen und Bildungsveranstaltungen zu astronomischen und kulturhistorischen Themen angeboten und über Lichtverschmutzung aufgeklärt.

## Filme
- Was ist ein Biosphärenreservat? Videoreportage, 4:41 Min., Tourismusmagazin Rhön (TV Mainfranken), ausgestrahlt am 8. September 2017.
- Wildes Deutschland – Die Rhön. Dokumentarfilm, 45 Min., Arte, ausgestrahlt am 28. September 2016.[39]